# 魏莲深
魏莲深（1927年—），美籍华人书画家，海派绘画在美国代表画家之一。尤擅绘山水、花鸟。

## 生平
生于上海，祖籍浙江慈溪县，生父魏廷荣为沪上巨商及大收藏家，是家中七子。自小便流露绘画天赋，因家父交游甚广收藏宏富，从小接触家中收藏的珍贵书画，并得海上画派诸家指点。年少时从吴子琛、吴湖帆习画，受吴山水、花鸟画技法影响极大，可谓一脉传承，与吴、谢稚柳常唱和。绘山水自清初“四王”入手，得其精要，而绘花鸟则追宋元画法。1949年后因中国战乱，定居美国，创Wei Studio，作画为生。